# Vocabulaire sino-vietnamien
Le vocabulaire sino-vietnamien est composé des mots vietnamiens empruntés au chinois. Ils forment un tiers du vocabulaire vietnamien. De plus, jusqu'à 60 pour cent des mots employés dans les textes formels vietnamiens seraient sino-vietnamiens. À l'origine, ces mots s'écrivaient avec des caractères chinois. De nos jours, ces mots s'écrivent avec l'alphabet vietnamien moderne adapté au début du XXe siècle, comme l'intégralité des mots vietnamiens. 
Les vocabulaires sino-coréen, sino-japonais, et sino-vietnamien ont permis aux linguistes de reconstruire les sons du chinois médiéval. Samuel Martin qualifiait ces trois vocabulaires de « Sino-xénique ». 

## Emprunts monosyllabes
Le vietnamien a emprunté deux « couches » de vocabulaire au cours de deux mille années d'influence chinoise. Wang Li est le premier à avoir étudié systématiquement ces couches. 
La première couche, dite vieille, est entrée dans le vietnamien après la conquête chinoise du royaume de Nanyue en 111 av. J.-C. L'influence du chinois était surtout importante pendant la période des Hans orientaux (25-190 AD) à cause d'un taux d'immigration chinoise élevé et des efforts de sinisation de la part du gouvernement chinois. Cette couche se forme d'environ 400 mots qui sont maintenant vus comme natifs par les vietnamophones. 
La couche principale comprend environ 3 000 mots. Certains de ces mots étaient empruntés de nouveau bien qu'ils faisaient déjà partie de la première couche.